# Sanxian
Il sanxian (三絃T, 三弦S, sānxiánP, san1-hsien2W, lett. "tre corde") è un liuto cinese, uno strumento musicale pizzicato a tre corde privo di traversine. Il lungo manico è privo di tastiera, ciò gli consente una grande libertà per quanto riguarda l'intonazione. Il corpo è fatto tradizionalmente di pelle di serpente allungata su una cassa di risonanza rettangolare arrotondata. È fabbricato in varie dimensioni per scopi diversi e alla fine del XX secolo è stata realizzata anche una versione a quattro corde. Il sanxian settentrionale è generalmente più grande, circa 122 cm di lunghezza, mentre le versioni meridionali dello strumento sono di solito circa 95 cm di lunghezza.
Il sanxian ha un tono secco, piuttosto percussivo ed un volume alto simile al banjo. Gli esemplari più grandi hanno una tessitura di tre ottave. Si usa principalmente come strumento di accompagnamento, oltre che in complessi ed orchestre di strumenti tradizionali cinesi, anche se esistono anche pezzi e concerti solisti. Il sanxian è usato nei complessi nanguan e Jiangnan sizhu, nonché in molti altri complessi popolari e classici della musica cinese.

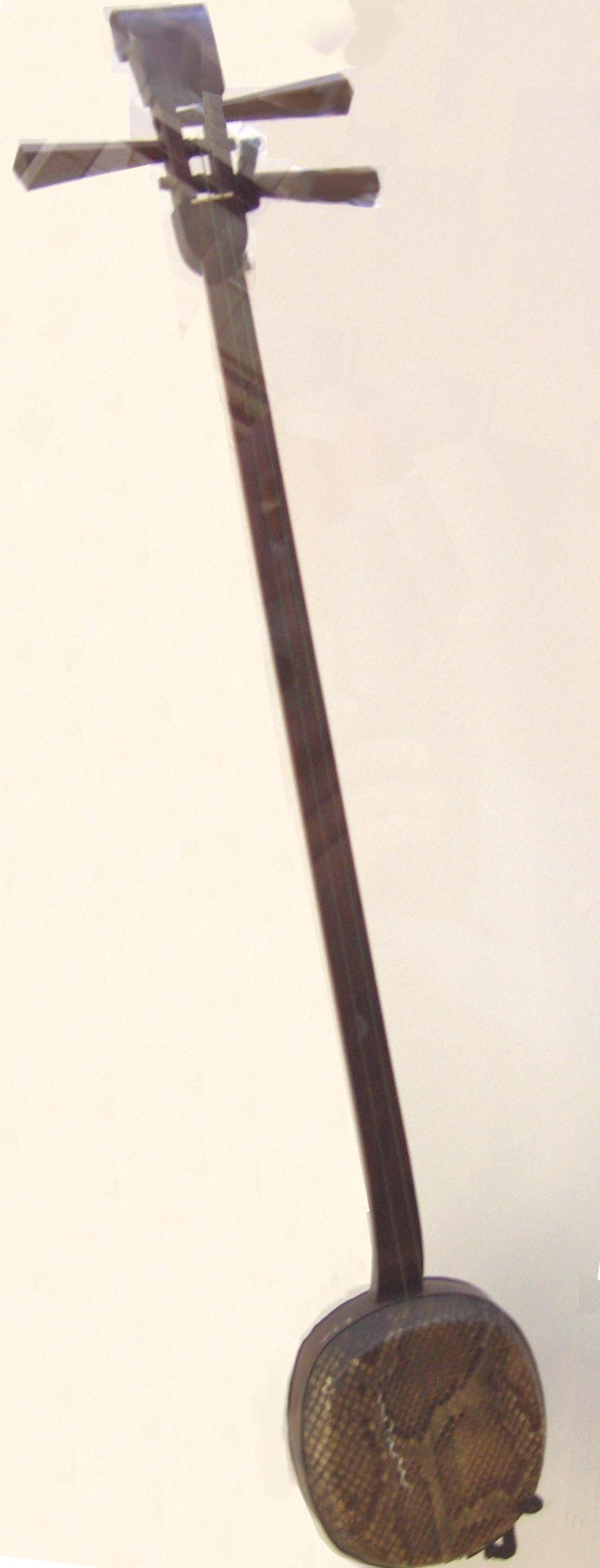
Un sanxian

Tradizionalmente lo strumento è pizzicato con un sottile plettro duro fatto di corno animale, ma oggi molti suonatori usano un plettro di plastica (simile a quello di una chitarra) o, alternativamente, le dita. Quest'uso delle dita per pizzicare lo strumento spesso condivide la tecnica con quella del pipa ed è usato più comunemente nell'esecuzione di arrangiamenti per sanxian di opere scritte tradizionalmente per il pipa. Questo permette di usare le tecniche del pipa come il tremolo. Altre tecniche per il sanxian includono l'uso delle  armoniche e la percussione della pelle dello strumento con i plettri o con l'unghia (paragonabile alla tecnica usata per suonare il tsugaru-jamisen giapponese settentrionale).
Uno strumento musicale strettamente imparentato è lo shamisen giapponese, che è derivato dal sanxian ma che generalmente usa la pelle di gatto o di cane piuttosto che quella di serpente per coprire la sua cassa di risonanza. Ancora più strettamente imparentato è il sanshin okinawano, che è anch'esso coperto con pelle di serpente. In più, il sanshin e il sanxian condividono una parte del corpo strutturalmente simile consistente in un quadrato di legno con i bordi rotondi. Nello shamisen giapponese, il corpo (sao) è fatto di quattro pezzi di legno invece di uno. Anche il đàn tam vietnamita è molto simile al sanxian.
In aggiunta al suo uso nella musica cinese tradizionale e classica, alcuni musicisti popolari e rock hanno usato il sanxian, più in particolare il cantante He Yong.
Anche se il sanxian è stato storicamente uno dei più diffusi strumenti folklorici cinesi (particolarmente per accompagnare il canto), una forte diminuzione del numero di suonatori di sanxian in contesti classici ha destato grande preoccupazione tra gli appassionati di questo strumento. Mentre molte orchestre cinesi escludono il sanxian, molte persone non sono interessate ad imparare questo strumento. Perfino in Cina, pochissimi conservatori offrono corsi di sanxian, e il ridotto numero di studenti di questo strumento, in confronto al guzheng o al pipa, per esempio, hanno prodotto ulteriori preoccupazioni che le ricche tradizioni esecutive dello strumento possano andare perdute per sempre. Una ragione di questo è il fatto che, diversamente dallo shamisen in Giappone, il sanxian manca di un proprio repertorio solista originale, essendo la maggior parte dei pezzi solisti per sanxian arrangiamenti solisti di melodie per pipa, come nel caso di Grandi onde bagnano le sabbie. Per la maggior parte, l'uso del sanxian nell'orchestra cinese serve di fatto a fornire una linea di basso. Inoltre, poiché il collo del da sanxian è particolarmente lungo, c'è una fortissima limitazione al virtuosismo che un suonatore di sanxian può esibire. Questo non è un problema nei sanxian più piccoli che sono più vicini per dimensione allo shamisen giapponese.
Come lo shamisen, il sanxian è uno strumento particolarmente sensibile all'umidità, sebbene la pelle di serpente usata per il sanxian sia alquanto più resistente delle membrane dello shamisen. Per tale ragione, custodire il sanxian in un ambiente che sia meno umido può aiutare a prolungare la vita della cassa di risonanza in pelle di serpente. Molti musicisti mettono gel di silice nella custodia dello strumento per aiutare ad impedire che la custodia stessa diventi veramente umida.

## Suonatori disanxiancelebri

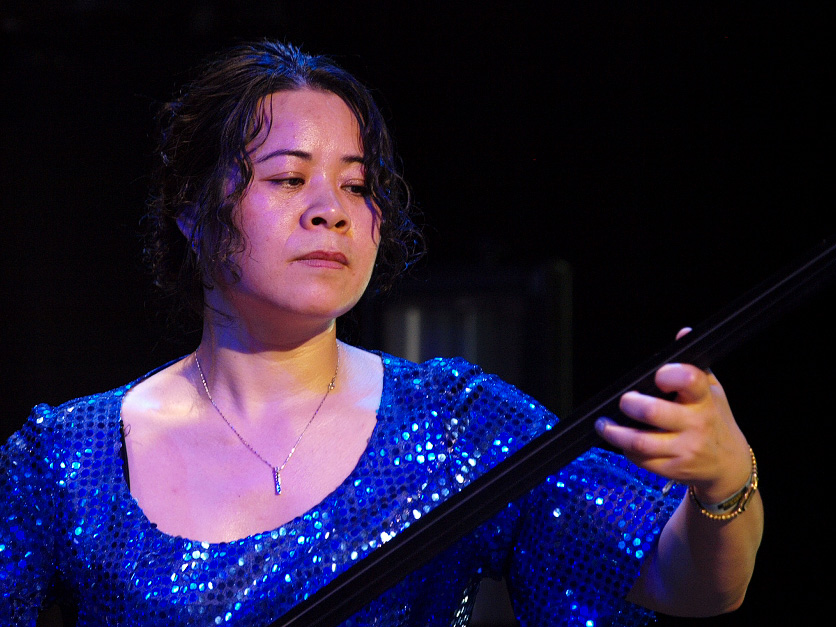
Xu Fengxia suona il sanxian

- Li Yi
- Xu Fengxia.